# Kashiwa Reysol
Kashiwa Reysol (柏レイソル Kashiwa Reisoru?) este un club de fotbal japonez din Kashiwa, Chiba. În prezent echipa evoluează în J. League. 

## Jucători importanți
- César Sampaio
- Müller
- Careca
- Edílson
- Dudu Cearense
- França
- Antônio Carlos Zago
- Ricardo Alexandre dos Santos
- Paulo Jamelli
- Nélson Luís Kerchner
- Valdir Benedito
- Hristo Stoitjkov
- Seydou Doumbia
- Ever Palacios
- Pavel Badea

## Evoluții în campionat
| Sezon | Div. | Echipe | Poz. | Asistență/meci | J. League Cup      | Emperor's Cup      | AFC              | FIFA    |
| ----- | ---- | ------ | ---- | -------------- | ------------------ | ------------------ | ---------------- | ------- |
| 1995  | J1   | 14     | 12   | 16,102         | –                  | Runda 2            | –                | –       |
| 1996  | J1   | 16     | 5    | 13,033         | Semifinale         | Runda 4            | –                | –       |
| 1997  | J1   | 17     | 7    | 8,664          | Sferturi de finală | Sferturi de finală | –                | –       |
| 1998  | J1   | 18     | 8    | 9,932          | Faza grupelor      | Runda 4            | –                | –       |
| 1999  | J1   | 16     | 3    | 10,122         | Câștigător         | Semifinale         | –                | –       |
| 2000  | J1   | 16     | 3    | 10,037         | Runda 2            | Runda 4            | –                | –       |
| 2001  | J1   | 16     | 6    | 12,477         | Runda 2            | Runda 3            | –                | –       |
| 2002  | J1   | 16     | 12   | 11,314         | Sferturi de finală | Runda 3            | –                | –       |
| 2003  | J1   | 16     | 12   | 10,873         | Faza grupelor      | Runda 4            | –                | –       |
| 2004  | J1   | 16     | 16   | 10,513         | Faza grupelor      | Runda 4            | –                | –       |
| 2005  | J1   | 18     | 16   | 12,492         | Faza grupelor      | Runda 5            | –                | –       |
| 2006  | J2   | 13     | 2    | 8,328          | –                  | Runda 4            | –                | –       |
| 2007  | J1   | 18     | 8    | 12,967         | Faza grupelor      | Runda 4            | –                | –       |
| 2008  | J1   | 18     | 11   | 12,308         | Faza grupelor      | Final              | –                | –       |
| 2009  | J1   | 18     | 16   | 11,738         | Faza grupelor      | Runda 3            | –                | –       |
| 2010  | J2   | 19     | 1    | 8,098          | –                  | Runda 4            | –                | –       |
| 2011  | J1   | 18     | 1    | 11,917         | Runda 1            | Runda 4            | –                | Locul 4 |
| 2012  | J1   | 18     | 6    | 13,768         | Semifinală         | Câștigător         | Optimi de finală | –       |
| 2013  | J1   | 18     | 10   | 12,553         | Câștigător         | Runda 4            | Semifinale       | –       |
| 2014  | J1   | 18     |      |                |                    |                    | –                | –       |

## Palmares
Ligi
- J. League (2): 1972, 2011
- J. League Division 2 (2): 1990-91, 2010

Cupe
- Emperor's Cup: 3

1972, 1975, 2012
- JSL Cup (until 1991) / J. League Cup: 3'

1976, 1999, 2013
- Japanese Super Cup: 1

2012
- All Japan Works Football Championship: 2

1958, 1960
- All Japan Inter-City Football Championship: 1

1963

## Antrenori
- Tokue Suzuki 1965
- Masayoshi Miyazaki 1966
- Kotaro Hattori 1967–1969
- Hidetoki Takahashi 1970–1976
- Takato Ebisu 1977–1978
- Mutsuhiko Nomura 1979–1981
- Yoshiki Nakamura 1982–1984
- Yoshikazu Nagaoka 1985–1989
- Hiroyuki Usui 1990–1992
- Yoshitada Yamaguchi 1993
- Zé Sérgio 1994–1995
- Antoninho 1995
- Nicanor 1996–1997
- Akira Nishino 1998–2001
- Steve Perryman 2001–2002
- Marco Aurelio 2002–2003
- Tomoyoshi Ikeya 2002 (caretaker), 2004
- Hiroshi Hayano 2004–2005
- Kazuhiko Takemoto 2005 (caretaker)
- Nobuhiro Ishizaki 2006–2008
- Shinichiro Takahashi 2009
- Masami Ihara 2009 (caretaker)
- Nelsinho Baptista 2009–2014
- Tatsuma Yoshida 2015–